# Potevi fare di più
Potevi fare di più è un singolo della cantante italiana Arisa, pubblicato il 3 marzo 2021 come primo estratto dal settimo album in studio Ero romantica.

## Descrizione
Il brano, scritto da Gigi D'Alessio, è stato composto in chiave Mi maggiore con un tempo di 124 battiti per minuto, e tratta il tema della liberazione da un rapporto sentimentale tossico. Racconta la storia di una donna che trova la forza di recidere un amore ormai finito smettendo con i vani tentativi di perseverare nella relazione.  A proposito del messaggio del testo, l'artista ha dichiarato:

In merito alla collaborazione artistica con D'Alessio, l'interprete ha affermato:

## Promozione
Potevi fare di più è presentato in gara al 71º Festival di Sanremo nella categoria "Campioni", classificandosi al decimo posto nella classifica finale, in concomitanza con la settima partecipazione di Arisa alla kermesse in qualità di concorrente.

## Accoglienza
Accolto dalla critica musicale italiana con recensioni generalmente positive, Potevi fare di più è stato descritto da Rolling Stone Italia come «una canzone classica e drammatica, interpretata con aria sofferente» sebbene non trovi la connessione adeguata tra l'interprete e il testo scritto da D'Alessio. Simone Zani di All Music Italia associa le sonorità delle canzoni alle ballate degli anni novanta, apprezzando la trama del testo che narra  «una storia di libertà, un percorso di ricerca e consapevolezza» supportata da «un suggestivo bridge strumentale» nel quale trova la cantante in armonia e a proprio agio.
Silvia Danielli di Billboard Italia commenta di non essere rimasta affascinata dalla produzione musicale, trovandolo pertanto senza grandi innovazioni rispetto al repertorio della cantante. Nonostante ciò ha apprezzato la performance vocale poiché «parte piano e sembra stupire per poi tornare a cantare una ballad al suo solito modo, ovvero egregiamente. Arisa, come una delle migliori domatrici della propria voce, è capace di farle fare qualsiasi cosa lei voglia».

## Video musicale
Il video, diretto da Danilo Bubani, è stato pubblicato contestualmente all'uscita del singolo attraverso il canale YouTube della cantante.

## Tracce
1. Potevi fare di più – 4:04 (Gigi D'Alessio)

## Classifiche
| Classifica (2021) | Posizione massima |
| ----------------- | ----------------- |
| Italia            | 16                |

## Riconoscimenti
2022 – Videoclip Italia Awards
- Candidatura alla migliore fotografia